# Oncodopus zonatus
Oncodopus zonatus är en insektsart som beskrevs av Brongniart 1897. Oncodopus zonatus ingår i släktet Oncodopus och familjen vårtbitare. Inga underarter finns listade i Catalogue of Life.